# St. Peter (Gemeinde Sankt Georgen am Längsee)
St. Peter, auch St. Peter bei Taggenbrunn, ist eine Ortschaft in der Gemeinde St. Georgen am Längsee im Bezirk Sankt Veit an der Glan in Kärnten (Österreich). Die Ortschaft hat 324 Einwohner (Stand 1. Jänner 2024). Sie liegt auf dem Gebiet der Katastralgemeinden Goggerwenig, Launsdorf und St. Georgen am Längsee.

## Lage

### St. Peter
Die Ortschaft liegt im Sankt Veiter Hügelland, etwa zwei Kilometer südwestlich des Stifts Sankt Georgen, von welchem es durch die sumpfige Niederung des Lavabachs getrennt ist.
Der Ort bestand lange Zeit nur aus wenigen Häusern um die namensgebende Pfarrkirche St. Peter bei Taggenbrunn. Seit der Mitte des 20. Jahrhunderts wurden einige hundert Meter südlich der Kirche zahlreiche Ein- und einige Mehrfamilienhäuser errichtet, so dass der Großteil der Ortschaft heute aus diesem neuen Dorf südlich der Kirchsiedlung besteht. Nach Osten hin ist der Ort so längst mit der Nachbarortschaft Fiming zusammengewachsen.

### Ortschaftsbestandteil Schwag
Zur Ortschaft St. Peter werden auch einige Häuser etwa 700 Meter nördlich der Kirche gezählt, die unter dem Namen Schwag geführt werden. Diese Siedlung ist mit der Ortschaft Dellach zusammengewachsen. Zu Schwag gehörte auch der 1 Kilometer westlich liegende Einzelhof Bergelbauer, der etwa 2019 abgerissen wurde.

## Geschichte

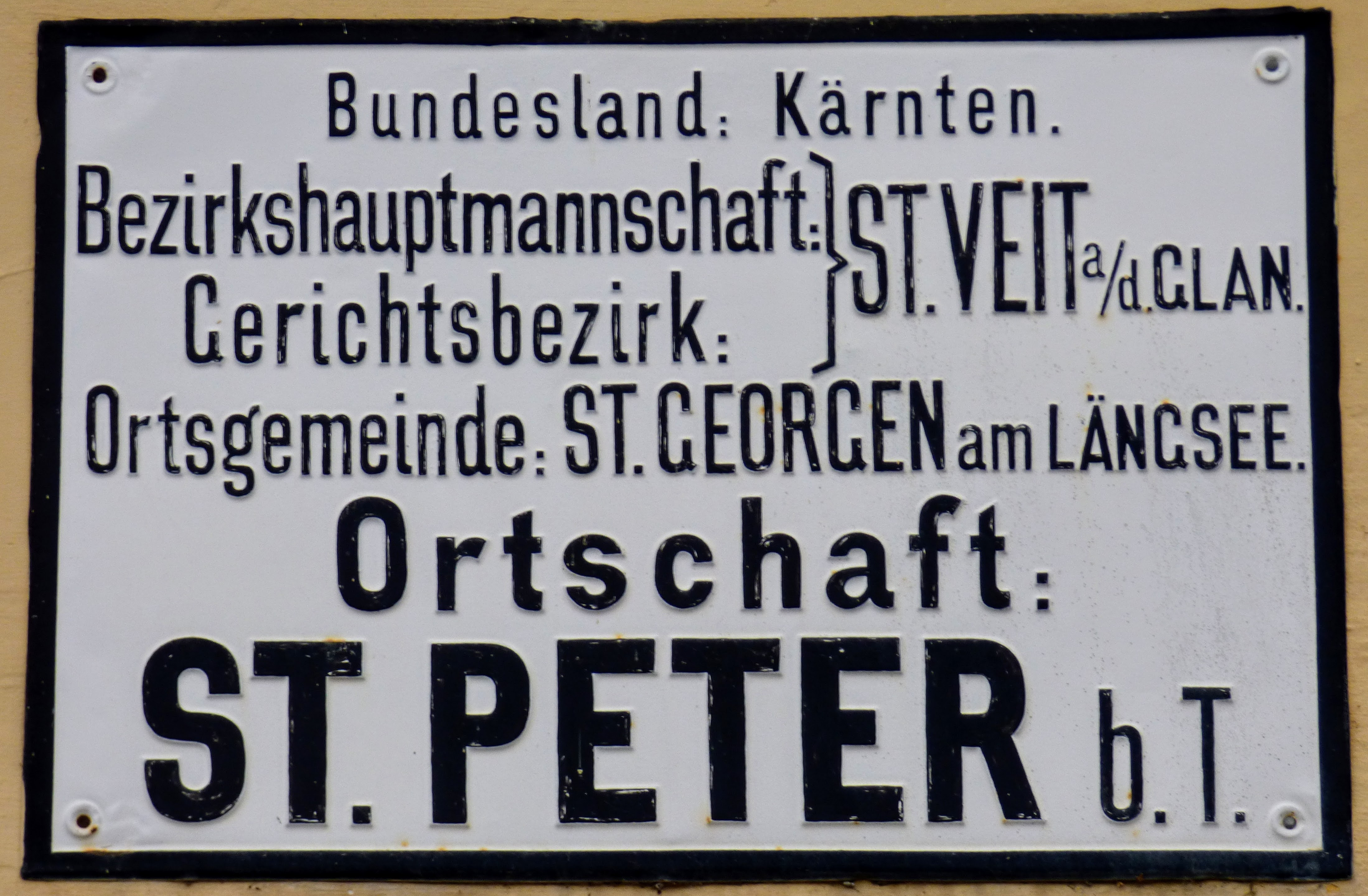
Ortschaftstafel

Die Kirche wird 927 urkundlich erwähnt, als St. Peter ad Ostarvizam.
Auf dem Gebiet der Steuergemeinde Goggerwenig liegend, gehörte St. Peter in der ersten Hälfte des 19. Jahrhunderts zum Steuerbezirk Osterwitz. Seit Bildung der Ortsgemeinden im Zuge der Reformen nach der Revolution 1848/49 gehört die Ortschaft zur Gemeinde Sankt Georgen am Längsee.

## Bevölkerungsentwicklung
Für die Ortschaft ermittelte man folgende Einwohnerzahlen:
- 1869: 9 Häuser, 57 Einwohner[2]
- 1880: 9 Häuser, 51 Einwohner[3]
- 1890: 10 Häuser, 43 Einwohner[4]
- 1900: 10 Häuser, 51 Einwohner (davon Schwag 2 Häuser, 8 Einwohner)[5]
- 1910: 9 Häuser, 57 Einwohner[6]
- 1923: 9 Häuser, 53 Einwohner[7]
- 1934: 43 Einwohner[8]
- 1961: 12 Häuser, 60 Einwohner (davon Schwag 1 Haus, 4 Einwohner)[9]
- 2001: 84 Gebäude (davon 73 mit Hauptwohnsitz) mit 104 Wohnungen; 296 Einwohner und 13 Nebenwohnsitzfälle; 105 Haushalte; 2 Arbeitsstätten, 11 land- und forstwirtschaftliche Betriebe[10]
- 2011: 100 Gebäude, 320 Einwohner, 127 Haushalte, 12 Arbeitsstätten[11]
- 2021: 115 Gebäude, 324 Einwohner, 138 Haushalte, 22 Arbeitsstätten[12]

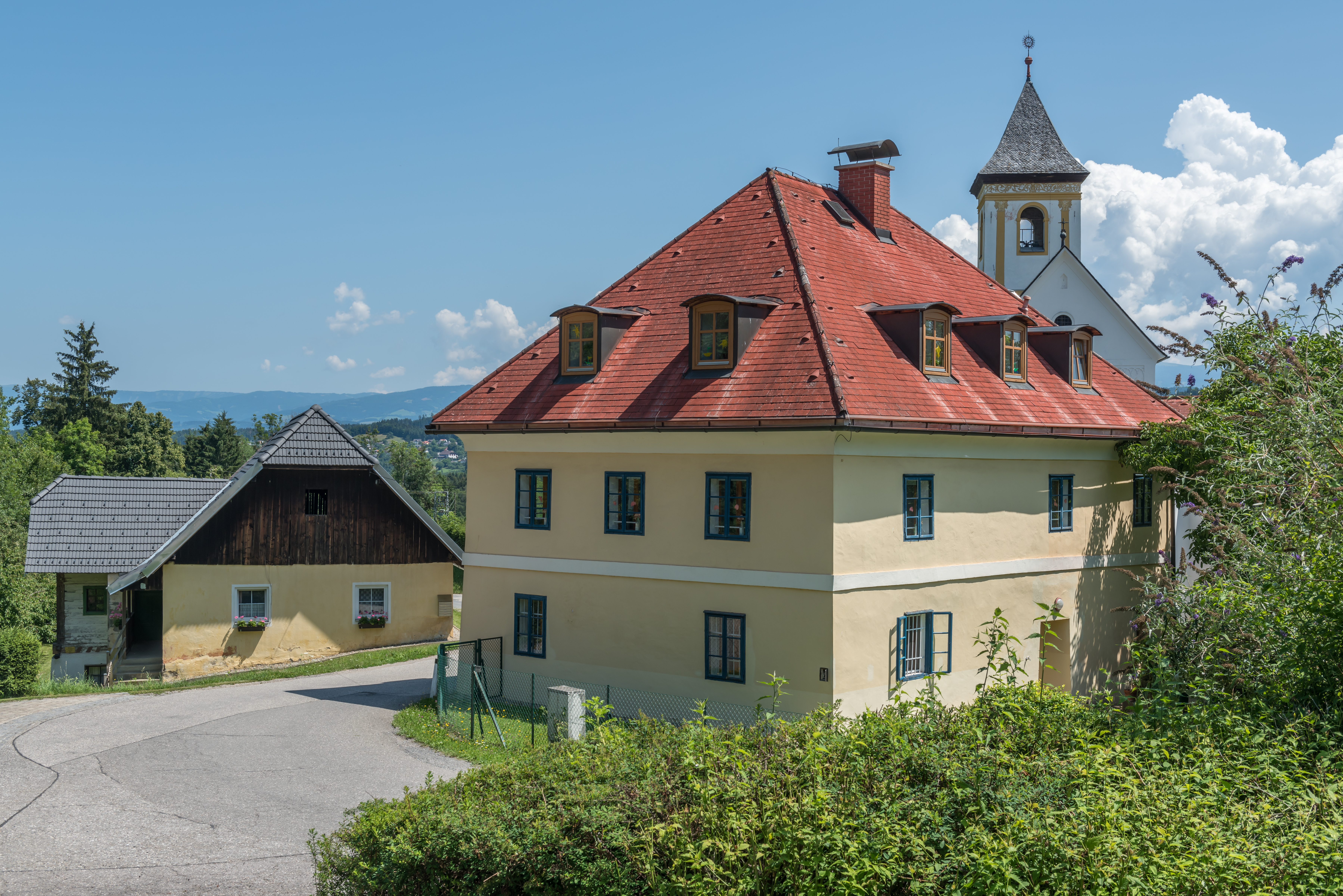
Mesnerhaus, Pfarrhof und Kirche
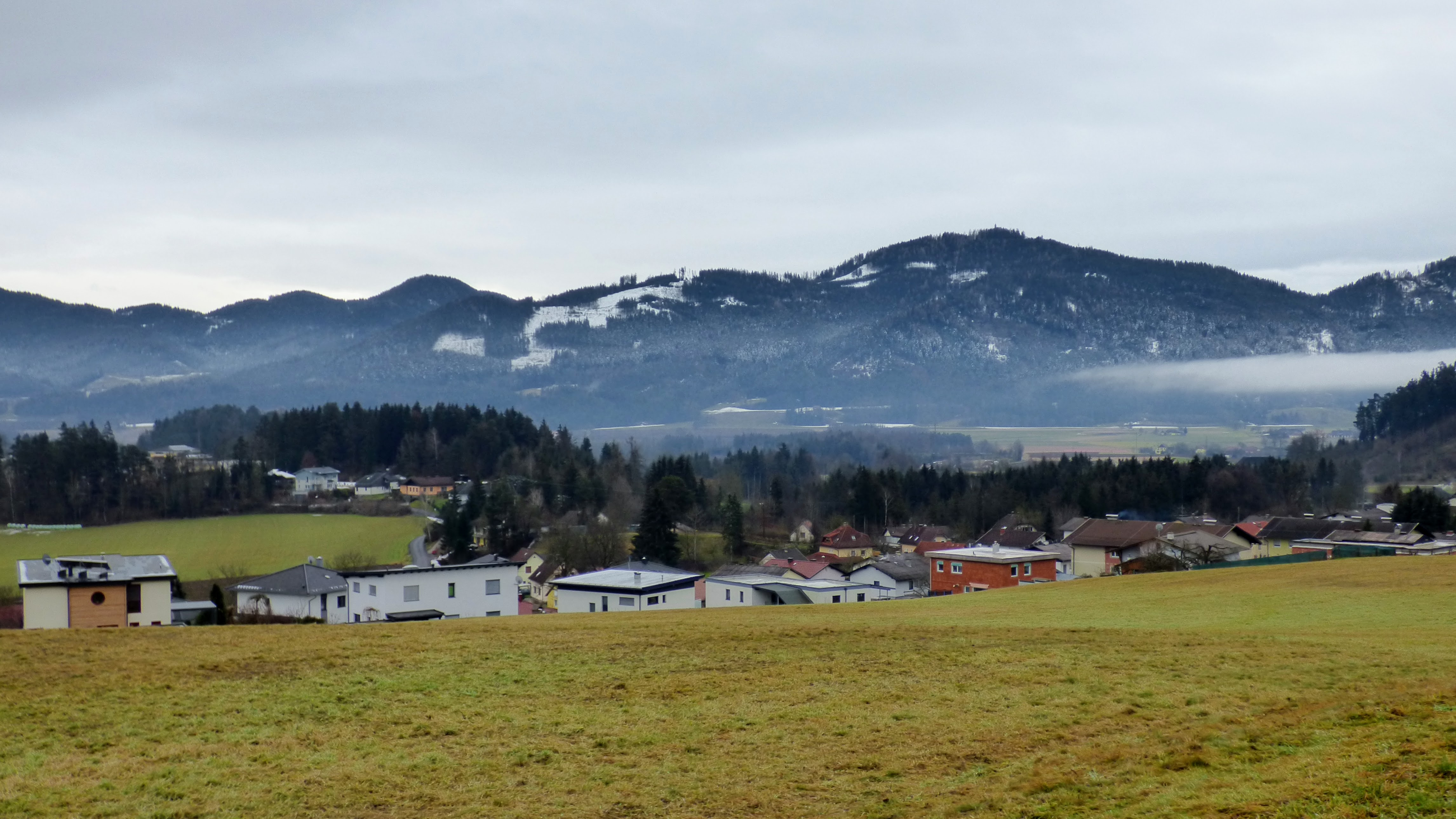
St. Peter, Dorf
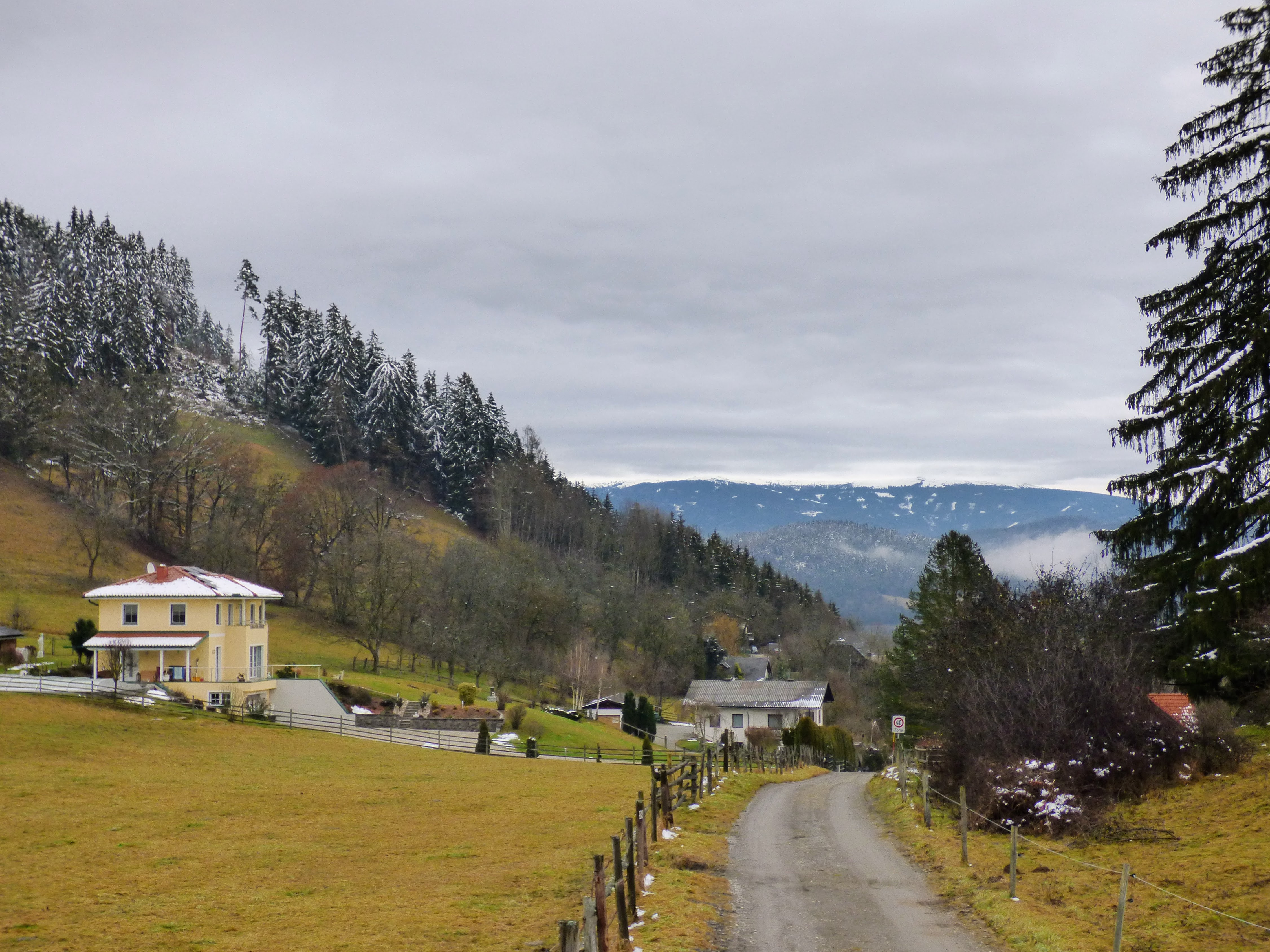
Ortsteil Schwag